# Trichophthalma leucophaea
Trichophthalma leucophaea är en tvåvingeart som beskrevs av Walker 1849. Trichophthalma leucophaea ingår i släktet Trichophthalma och familjen Nemestrinidae. Inga underarter finns listade i Catalogue of Life.